# Jimmy Bain
Jimmy Bain (Newtonmore, 19 dicembre 1947 – Oceano Atlantico, 24 gennaio 2016) è stato un bassista britannico.

## Biografia
Suona in numerose band e viene notato da Ritchie Blackmore che lo chiama nei Rainbow al posto di Craig Gruber a giugno nel 1975. Pur avendo registrato un solo album con i Rainbow (Rising), è comunque riconosciuto membro della formazione "classica" del gruppo. Nella primavera del 1976, un mese dopo la pubblicazione di Rising, lascia la band ma alcune prestazioni live sono immortalate in vari dischi usciti nel tempo.
Lasciati i Rainbow suona con numerosi artisti tra cui Phil Lynott. All'inizio degli anni '80 forma i "Wild Horses", poi collabora con Gary Moore. Nel 1981 l'ex compagno dei Rainbow Ronnie James Dio lo chiama a far parte del suo progetto, e incide vari album fino allo scioglimento avvenuto nel 2005.
Il 23 gennaio 2016, muore a causa di un carcinoma del polmone all'interno della sua cabina durante il tour mobile Hysteria on the High Seas sulla MSC Divina tra Miami e le Bahamas, dove era impegnato di supporto ai Def Leppard con la sua nuova band Last in Line, formata da ex componenti dei Dio.

## Discografia

### Con i Rainbow
- 1976 – Rising

### Con Gary Moore
- 1983 – Dirty Fingers

### Con i Dio
- 1982 – Holy Diver
- 1984 – The Last in Line
- 1985 – Sacred Heart
- 1987 – Dream Evil
- 1998 – Magica
- 2001 – Killing the Dragon

### Con i WWIII
- 1990 – WWIII

### Con i 3 Legged Dogg
- 2006 – Frozen Summer

### Con i Last in Line
- 2016 – Heavy Crown